# З вершин і низин
«З вершин і низин» — поетична збірка українського письменника Івана Франка, опублікована за його життя двома виданнями з дуже відмінним змістом.

## Ідея збірки
Ідеєю збірки є показати «вершини» і «низини» людського духу — "духу, що тіло рве до бою" у його вічному незламному пориві до справедливості,вселюдського щастя та свободи, у пошуках «добра нового» в світі, для окреслення візії «нового життя». 

## Перші видання
Перше видання (З вершин і низин. Збірник поезій Івана Франка. Накладом автора. Львів, 1887. 252 с.) містило 23 вірші із майбутніх розділів «De Profundis» та «Профілі і маски», 12 сонетів, 2 віршовані оповідання із циклу «Жидівські мелодії» («Самбатіон» та «Пір’я») та поему «Панські жарти», яка посідала більшу частину збірки. Це була незначна частина творів, написаних протягом десяти років (1877–1887). Книжка з’явилася через рік після одруження Франка і мала присвяту: «Посвячую моїй любій дружині Ользі з Хоружинських Франко» (вважають, що Ольга пожертвувала свій посаг на це видання, хоч насправді, як доводить Б. Якимович, вона вийшла накладом Антона Хойнацького, управителя Ставропігійської книгарні).
Нове видання (З вершин і низин. Збірник поезій Івана Франка. Друге, доповнене видане. Накладом Ольги Франко (Львів, 1893. 468 с.[2]) автор оформлює, як «книгу віршів», структуруючи її за розділами («De Profundis», «Профілі і маски», «Сонети») та добірками віршованих оповідань чи легенд («Галицькі образки», «Жидівські мелодії», «Легенди»). Крім творів, уміщених у першому виданні збірки, сюди ввійшли поезії, що друкувалися у журналах «Світ» та «Зоря» (під псевдонімом Мирон***), в студентському журналі «Друг», ранні неопубліковані та пізніші твори, написані в період 1887–1893 рр., після появи першого видання. Також до розділу «Профілі і маски» входить цикл  «Зів’яле листє», який  увійшов до структури наступної збірки поета під назвою «Перший жмуток».
Орієнтуючись на принципи ідеального реалізму в поезії, Франко знаходить відповідні образи для зображення поступу людства на шляху до Ідеалу «нового життя». Такими образами, які несуть певне культурницьке значення, є у зб. «З вершин і низин» передусім «Вічний революціонер» («Гімн. Замість пролога»), «цілий чоловік» (вірш «Не забудь, не забудь...» із циклу «Веснянки»), «Каменярі» (із циклу «Excelsior!») та Христос (вірш «Христос і хрест»). 
Найоригінальнішими авторськими знахідками у цій збірці є цикл філософських алегорій «Excelsior!», дедикаційний цикл «Знайомим і незнайомим», цикли віршованих оповідань, не канонічні за тематикою і формою сонети.
На вірші Франка із цієї збірки створено пісні: «Місяцю-князю» (романс за музикою М. Лисенка), «Човен»  у сучасному виконанні львівського музичного інді-гурту «Один в каное». 

## Зміст першого видання
- Гімн, замість пролога
- Веснянки I—V
- Христос і хрест
- Журавлі
- Жидівські мелодії I—II
- Молодому другови
- Пісня і праця
- Думи пролетарія I—III
- Ідеалісти
- «Всюди нівечиться правда...»
- Беркут
- Супокій
- Ляхам
- Сонети I—XII
- В ночі
- Каменярі
- Не пора
- Ідилія
- Панські жарти (Оповіданнє)

## Зміст другого видання
«Укладаючи матеріял для сеї книжки, — писав І.Франко у «Передньому слові», — я покинув думку про хронологічний порядок, зовсім не пригожий в книжці так ріжномастного змісту, котрій, проте, хотілось мені придати яку-таку артистичну суцільність».
Збірка складається з семи частин: "De Profundis", "Профілі і маски", "Сонети", "Галицькі образки", "Жидівські мелодії", "Панські жарти", "Легенди"

## De Profundis
- Гімн. Замісць пролога

### Веснянки
- «Дивувалась зима...»
- «Гримить!..»
- «Гріє сонечко...»
- «Вже сонечно знов по лугах...»
- «Земле, моя всеплодющая мати»
- «Розвивайся, лозо, борзо…»
- «Не забудь, не забудь…»
- «Лице небесне прояснилось...»
- «Ще щебече у садочку соловій…»
- «Весно, ох довго ж на тебе чекати!»
- «Рад би я, весно...»
- «Ой, що в полі за димове?»
- «Веснянії пісні, веснянії сни…»
- «Думи, діти мої...»
- «Vivere memento»

### Осінні думи
- «Осінній вітре, що могучим стоном...»
- Журавлі («Понад степи і поле, гори й доли…»)
- «Тихенько річка котить хвилі чисті»
- «Паде додолу листя з деревини…»

### Скорбні пісні
- «Не винен я тому, що сумно співаю…»
- «Бувають хвилі — серце мліє…»
- «До моря сліз, під тиском пересудів…»
- «Нехай і так, що згину я…»
- «Тяжко-важко вік свій коротати…»
- «Вій, вітре, горою...»
- «Ой, рано я, рано устану...»
- «Відцуралися люди мене!..»
- «Мій раю зелений…»

### Нічні думи
- «Ночі безмірнії, ночі безсоннії…»
- «Непереглядною юрбою…»
- «Світ дрімає...»
- «Чи олово важке пливе у моіх жилах...»
- «Безкраї, чорні і сумні...»
- «Догарають поліна в печі…»
- «Не покидай мене, пекучий болю…»
- «Місяцю-князю!..»
- Пісня геніїв ночі

### Думи пролетарія
- На суді
- Милосердним
- Semper idem!
- Ідеалісти
- «Всюди нівечитьси правда…»
- Супокій
- Товаришам
- «Не люде наші вороги…»
- «Не довго жив я в світі ще...»
- «Ви плакали фальшивими сльозами...»

### Excelsior!
- Наймит
- Беркут
- Христос і хрест
- Човен
- Каменярі
- Ідилія

## Профілі і маски
- Поезія

### Поет
- Пісня і праця
- Чим пісня жива?
- Співакови
- Рідне село
- Поєдинок

### Україна
- Моя любов
- Не пора
- Ляхам
- «Розвивайся ти, високий дубе…»

### Картка любові
- «Зближаєсь час...»
- «Плив гордо яструб в лазуровім морі…»
- «Від того дня вже другий рік пройшов...»
- Тріолет («І ти лукавила зо мною!»)
- «Я не лукавила з тобою…»
- «І ти підеш убитою дорогов...»
- «Я буду жити, бо я хочу жити!..»

### Знайомим і незнайомим
- Корженкови
- Данилови Млаці
- Молодому другови
- N.N. («Виступаєш ти чемно, порядно…»)
- Міхаліні Р.
- N. N. («Будь здорова, моя мила…»)
- К. П.
- Олі
- О. О.
- Тетяна Ребенщукова
- Гриць Турчин

### Зів'яле листє
- «По довгім, важкім отупінню…»
- «Не знаю, що мене до тебе тягне…»
- «Не боюсь я ні Бога, ні біса…»
- «За що, красавице, я так тебе люблю…»
- «Раз ми здибались злучайно…»
- «Так, ти одна моя правдивая любов…»
- «Твої очі мов те море…»
- «Не надійся нічого…»
- «Я не надіюсь нічого…»
- «Безмежнеє поле в сніжному завою…»
- «Як на вулиці зустрінеш…»
- «Не минай з погордою…»
- «Я нелюд!..»
- «Неперехідним муром поміж нами…»
- «Нераз у сні являєся мені…»
- «Так сталось!..»
- «Я не кляв тебе, о зоре…»
- «Ти плачеш…»
- «Я не жалуюсь на тебе, доле…»
- Привид
- Епілог

### Оси
- «Ми оси, ми оси…»
- «Був у нас мужик колись…»
- Якось-то буде!
- «Послухай, сину, що премудрість каже…»
- «Хлібороб»
- «Ужас на Руси»
- З екзамену
- Ботокуди
- Вандрівка Русина з бідою

## Сонети

### Вольні сонети
- «Сонети — се раби. У форми пута…»
- «Чого ти, хлопе, вбравсь у стрій лицарський…»
- Котляревський
- Народна пісня
- «Незрячі голови наш вік кленуть...»
- «Жіноче серце! Чи ти лід студений...»
- «Вам страшно тої огняної хвилі...»
- «В снах юності так сквапно ми шукаєм...»
- «Як те зелізо з силою дивною...»
- «Смішний сей світ! Смішніший ще поет...»
- Сікстинська Мадонна
- «Ось спить дитя, невинний ангел чистий...»
- Пісня будущини
- «Досить, досить слова до слів складати...»
- «Ні, не любив на світі я нікого...»
- «І довелось мені за се страждати!..»
- «Колись в сонетах Данте і Петрарка...»

### Тюремні сонети
- «Се дім плачу, і смутку, і зітхання…»
- «Вузька, важкая до добра дорога...»
- «Гей, описали нас, немов худобу...»
- «Сиджу в тюрмі, мов в засідці стрілець...»
- «Вам хочесь знать, як нам в тій казематі...»
- «Не будеш тихо! — крикнув пост і шпарко...»
- «Вже ніч. Поснули в казні всі, хропуть...»
- «А ледве тільки сон нам зломить очі...»
- «А рано, поки час ще виб’є п’ятий...»
- «Колись в однім шановнім руськім домі...»
- «Встаєм раненько, миємось гарненько...»
- Прохід
- «Ні, наш тюремний домовий порядок...»
- «Беруть діру, зелізом обкують...»
- «Та ви не думайте, що вища власть...»
- «В тих днях, коли, неначе риба в сіти...»
- «Замовкла пісня, чи ж то їй, свобідній...»
- Hausordnung
- «Не вільно в казни тютюну курити...»
- Ключники і дозорці
- «Что ми шумить, что ми дзвенить, мов в хмарі...»
- «Війшла фігура...»
- Тюремна культура
- Розмови
- Пісня арештантська
- Хто єї зложив?
- «Народ наш в бідах добрий практик: зла вість...»
- «Ні, ви не мали згляду надо мною!..»
- «У сні мені явились дві богині...»
- «І говорила перша: «Я любов...»
- «І говорила друга: «Я ненависть...»
- «Сидів пустинник біля свого скиту...»
- «Росіє, краю туги та терпіння...»
- «Як я ненавиджу вас, ви машини...»
- «Що вовк вівцю їсть — жалко, та не диво...»
- Легенда про Пілата
- Криваві сни
- «Багно гнилеє між країв Європи...»
- «Тюрмо народів, обручем сталеним...»
- Епілог

## Галицькі образки
- В шинку
- Великдень
- Максим Цюник
- Михайло
- Баба Митриха
- Галаган
- Журавлі
- Гадки на межі
- Гадки над мужицькою скибою
- В лісі
- Голод (Уривок з поеми «Різуни»)
- Уривки з поеми «Марійка»
- Уривки з поеми «Нове життя»

## Жидівські мелодії
- Самбатіон[4]
- Пір'є[5]
- Асиміляторам[6]
- Заповіт Якова[7]
- Сурка
- У цадика
- З любови
- По-людськи

## Панські жарти
Цей розділ представлений однією поемою,  яка присвячена батьку Якову Франку.  Поема має назву "З останніх часів панщини".

## Легенди
- Смерть Каїна (як продовження ідеї Байрона).
- П'яниця
- Цар і аскет. Індійська легенда